# 스테인드
스테인드(Staind)는 미국 매사추세츠주 스프링필드 출신 록 밴드이다. 전 세계적으로 1500만 장 이상의 음반 판매고를 올렸다.

## 멤버
- 애런 루이스(Aaron Lewis) - 보컬, 기타
- 마이크 머쇽(Mike Mushok) - 기타
- 조니 에이프럴(Johnny April) - 베이스
- 존 와이사키(Jon Wysocki) - 드럼

## 음반 목록
| 연도   | 음반명                                       | 차트 순위 | 차트 순위 |
| 연도   | 음반명                                       | 미국      | 영국      |
| ------ | -------------------------------------------- | --------- | --------- |
| 1996년 | 《Tormented》                                |           |           |
| 1999년 | 《Dysfunction》                              | 74        |           |
| 2001년 | 《Break the Cycle》                          | 1         | 1         |
| 2003년 | 《14 Shades of Grey》                        | 1         | 16        |
| 2005년 | 《Chapter V》                                | 1         | 112       |
| 2006년 | 《The Singles: 1996-2006》 (컴필레이션 음반) | 41        |           |